# Diabrotica fauveli
Diabrotica fauveli es una especie de insecto coleóptero de la familia Chrysomelidae.
Fue descrita en 1890 por Baly.